# اندیس آنومالی چشمیدر
آنومالی چشمیدر یک اندیس فلزی است که در حوالی شهر تیزنیزه استان کردستان قرار دارد و مادهٔ معدنی موجود در آن، طلا است.سنگ میزبان این اندیس شیست، فیلیت، آهک، گابرو است  